# ماسیمو بونتمپلی

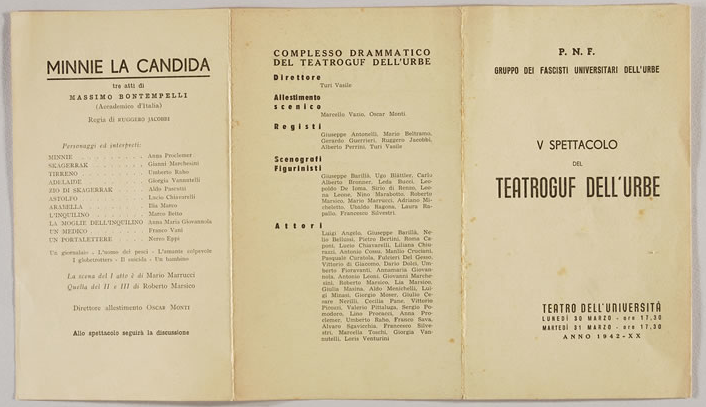
صفحه عنوان مینی کاندیدا اثر ماسیمو بونتمپلی (۱۹۲۸)

ماسیمو بونتمپلی (ایتالیایی: Massimo Bontempelli؛ ۱۲ مهٔ ۱۸۷۸ – ۲۱ ژوئیهٔ ۱۹۶۰) یک نویسنده، شاعر، روزنامه‌نگار، آهنگساز، نمایشنامه‌نویس و رمان‌نویس اهل ایتالیا بود.
ماسیمو بونتمپلی، از جمله نویسندگانی بود که در گسترش و پیشرفت سبک ادبی مرسوم به رئالیسم جادویی تاثیرگذار بود. در سال ۱۹۲۶ به همراه کورتسیو مالاپارته، مجله «۹۰۰» را بنیان گذاشت که جیمز جویس، ماکس ژاکوب و راینر ماریا ریلکه از اعضای تحریریه‌اش بودند و ویرجینیا وولف و بلز ساندرار با آن همکاری می‌کردند. زندگی سیاسی ناموفقش تا حدی بر فعالیت ادبی او سایه انداخت. با این وجود در دهه آخر عمرش توانست جایزه استرگا، معتبرترین جایزه ادبی ایتالیا را به دست آورد.

## کتابشناسی
- شایستگی انسان
- زندگی و مرگ آدریا و فرزندانش (۱۹۳۰)
- زن رویاهای من و دیگر (۱۹۲۵)